# H. Robert Horvitz
Howard Robert Horvitz (Chicago, Illinois, 1947. május 8. –) amerikai biológus, genetikus. 2002-ben Sydney Brennerrel és John Sulstonnal megosztva megkapta az orvostudományi Nobel-díjat "a szervfejlődés és a programozott sejthalál genetikai szabályozásának felfedezéséért".

## Tanulmányai
H. Robert Horvitz 1947. május 8-án született Chicagóban Oscar F. Horvitz könyvelő és felesége, Mary R. Savit általános iskolai tanárnő (első gyermekeként. Mind a négy nagyszülője Kelet-Európából (Galíciából, Ukrajnából és Fehéroroszországból) bevándorolt zsidó volt. A család kezdetben szerény körülmények között élt, aztán, ahogyan anyagi lehetőségeik javultak és Robert húga, Celia is megszületett, többször is költöztek Chicagón belül. A kora gyerekkora óta asztmában szenvedő Robert szülővárosában végezte az elemi és középiskolát. Kilencedikesként kisajátította a fürdőszobát, hogy ott muslicákat tenyésztve megismételje Mendel híres 3:1-es genetikai kísérletét. A középiskola után 1964-ben a Massachusetts Institute of Technology-n (MIT) folytatta tanulmányait, ahol megválasztották a diákszervezet elnökének. Matematikát és közgazdaságtant tanult, ezekből szerezte 1968-ban BSc fokozatát. Nyaranta az IBM-nél dolgozott, ahol programokat írt és számítógép használatot oktatott.
Horvitz bizonytalan volt, hogy milyen irányban tanuljon tovább, végül úgy döntött, hogy orvos lesz. Utolsó évesként elvégezte a bevezető biológiai kurzust, ahol beleszeretett az akkor rohamléptekkel fejlődő molekuláris biológiába. Az MIT után a Harvard Egyetemen tanult biológiát. A Nobel-díjas James Watsonnal való együttműködése eredményeképpen szakdolgozatát a transzkripció szabályozásából írta és már diákként négy cikket publikált az Escherichia coli RNS-polimeráz enziméről. Horvitz 1972-ben MSc, 1974-ben pedig PhD fokozatot szerzett a Harvardon, majd posztdoktori ösztöndíjjal a Cambridge-i Egyetemen Sydney Brenner csoportjához csatlakozott.

## Az apoptózis felfedezése

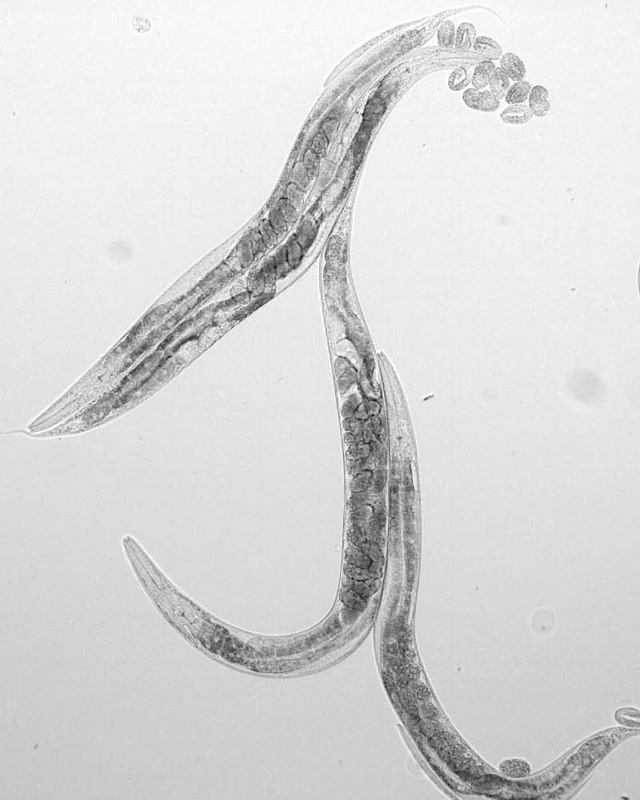
Caenorhabditis elegans

Brenner és munkatársa, John Sulston azon dolgozott, hogy összeállítsa a Caenorhabditis elegans fonálféreg idegrendszerének teljes, sejtszintű térképét. Sulston azt a feladatot adta Horvitznak, hogy a kísérje figyelemmel a féreg embrionális fejlődése során az egyes sejtek (főleg izomsejtek) sorsát. Horvitz felfedezte, hogy bizonyos sejtek minden állatban elpusztulnak, mintha előre lenne programozva a sorsuk és így felismerte az apoptózis (programozott sejthalál) jelenségét. Hároméves ösztöndíja lejárta után 1978-ban visszatért Amerikába, az MIT-ra, ahol oktatói állást kapott. Folytatta kutatásait a C. elegans-szal és a 80-as évek közepén felfedezett két gént, a ced-3 és ced-4-et, amelyek az apoptózist szabályozták. Később felfedezett egy gént, a ced-9-et, amely a másik két gén bekapcsolásáért volt felelős, vagyis képes volt leállítani a programozott sejthalált. Horvitz 1986-ban professzori kinevezést kapott, 1988-tól pedig a Howard Hughes Orvostudományi Intézet vizsgálóbiztosaként is dolgozik.
Miután apja az 1980-as években amiotrófiás laterális szklerózisban (ALS) megbetegedett (és 1989-ben meghalt), Horvitz kutatásai az ALS és hasonló neurológiai megbetegedések biológiai hátterének kiderítésére összpontosított. Más kutatókkal együttműködve, felfedeztek egy gént amely az öröklődő ALS-ben játszik szerepet.

## Elismerései
H. Robert Horvitz, Sydney Brenner és John E. Sulston 2002-ben megkapták az orvostudományi Nobel-díjat "a szervfejlődés és a programozott sejthalál genetikai szabályozásának felfedezéséért". Horvitz ezenkívül az alábbi díjak birtokosa:
- 1986 	a neurobiológiai Spencer-díj
- 1988 	a U.S. Steel Foundation molekuláris biológiai díja
- 1993 	V.D. Mattia-díj (aRoche Molekuláris Biológiai Intézet-től)
- 1994 	Hans Sigrist-díj
- 1995 	Charles A. Dana-díj
- 1996 	Ciba-Drew-díj
- 1998 	Rosenstiel-díj
- 1998 	Passano-díj az orvostudományi kutatásokért
- 1998 	a General Motors Rákkutató Alapítványának Alfred P. Solan Jr.-díja
- 1999 	a Gairdner Alapítvány Nemzetközi Díja
- 2000 	Paul Ehrlich- és Ludwig Darmstaedter-díj
- 2000 	Segerfalk-díj
- 2000 	March of Dimes-díj a fejlődésbiológiai kutatásért
- 2000 	Louisa Gross Horwitz-díj
- 2000 	Charles-Leopold Mayer-díj (Francia Tudományos Akadémia)
- 2001 	Bristol-Myers Squibb-díj a különleges neurobiológiai eredményekért
- 2001 	az Amerikai Genetikai Társaság érme

1991-től tagja az Amerikai Tudományos Akadémiának

## Családja
H. Robert Horvitz 1970-ben házasodott össze Patricia Fosterrel, akivel az egyetemen ismerkedett meg, de 1983-ban elváltak. 1991-ben feleségül vette Martha Constantine Paton neurobiológust és 1993-ban megszületett közös gyermekük Alexandra Constantine Horvitz.